# Szklarka (dopływ Racławki w Dubiu)
Szklarka – potok, lewostronny dopływ Racławki o długości 8,18 km i powierzchni zlewni 17,27 km².
Zlewnia potoku znajduje się na Wyżynie Krakowsko-Częstochowskiej w powiecie krakowskim w województwie małopolskim. Potok powstaje w Jerzmanowicach po połączeniu się strumienia płynącego z północy wsi z rozlewiskiem źródła Pióro. Płynąc południkowo przez Dolinę Szklarki i rezerwat przyrody Dolina Szklarki, przepływa przez miejscowość Szklary. Za ostatnimi zabudowaniami na południu wsi skręca na południowy zachód, mijając m.in. Las Pisarski (po północno-zachodniej stronie), Las Knopówka (po południowo-wschodniej stronie) i Pstrągarnię Rózin. W miejscowości Dubie uchodzi do z Racławki.